# Scotoplanes clarki
Scotoplanes clarki är en sjögurkeart som beskrevs av Hans Jacob Hansen 1975. Scotoplanes clarki ingår i släktet Scotoplanes och familjen Elpidiidae. Inga underarter finns listade i Catalogue of Life.